# Fate/stay night: Heaven's Feel - II. lost butterfly
(Tagline della locandina giapponese)
Fate/stay night: Heaven's Feel - II. lost butterfly (劇場版 Fate/stay night [Heaven’s Feel] II. lost butterfly?) è un film d'animazione giapponese del 2019 diretto da Tomonori Sudō e prodotto dallo studio Ufotable.
Sequel del precedente Fate/stay night: Heaven's Feel - I. presage flower, è il secondo dei tre film che compongono la trilogia cinematografica di Fate/stay night: Heaven's Feel, trasposizione della terza route narrativa omonima narrata nella visual novel Fate/stay night pubblicata da Type-Moon, concepita da Kinoko Nasu e illustrata da Takashi Takeuchi. La trama ripercorre gli eventi dal nono al quattordicesimo giorno dei sedici che compongono la quinta Guerra del Santo Graal. Si concentra sul rapporto tra il protagonista, Shirō Emiya, e Sakura Matō, mentre intorno a loro la guerra continua a imperversare, tra violenti e spettacolari scontri, elaborati sotterfugi e clamorosi colpi di scena, che porteranno alla luce le oscure verità dietro il conflitto e i suoi partecipanti.
Reputata graficamente come l'apice qualitativo dello studio Ufotable e dell'animazione nipponica recente, la pellicola si è rivelata un grandissimo successo di pubblico e critica, guadagnando in meno di un mese più di 1,5 miliardi di yen infrangendo diversi record e venendo lodata come uno dei migliori film d'animazione del 2019.
Il film è stato distribuito nei cinema italiani il 18 e 19 giugno 2019 da parte di Dynit e Nexo Digital.

## Trama
In seguito agli eventi del film precedente, Saber è considerata morta, e ciò a tutti gli effetti squalifica Shirou dalla Guerra del Santo Graal. Nonostante ciò, il ragazzo è deciso a continuare a combattere, e va a casa di Rin per trovare insieme un piano d'azione. Ritornato a casa, Shirou scopre che Sakura è stata rapita da Shinji, e lo affronta insieme a Rin. Sakura implora tutti di fermarsi, e Rider risponde al suo grido di aiuto, rivelando che è Sakura la sua vera Master. Shinji ordina a Sakura di usare il suo ultimo Incantesimo di Comando per passare di nuovo il controllo di Rider a lui, ma lei si rifiuta. Shinji risponde usando una pozione che fa perdere a Sakura il controllo del proprio mana e le fa ferire Shirou, poi fugge. Archer e Rin attaccano Sakura, ma Rider la difende, rimuovendosi la maschera e rivelando di essere la mitologica Medusa. Medusa comincia a trasformare con lo sguardo i suoi tre avversari in pietra, ma Shirou viene ferito nuovamente nel salvare la vita a Rin, e il senso di colpa di Sakura la porta a ferirsi da sola, costringendo Rider a fermarsi.
Shirou si risveglia nella chiesa di Fuyuki, dove Kirei Kotomine sta esaminando Sakura. Il prete spiega che il corpo di Sakura è infestato dal Verme del Sigillo di Zouken, che si nutre del suo mana e le causa estrema involontaria eccitazione. Rin decide di ucciderla in quanto strumento di Zouken, e Kirei rivela che lei e Sakura sono sorelle: Sakura è stata data in adozione ai Matou da bambina. Nonostante i tentativi di Sakura di allontanare Shirou per il suo stesso bene, lui promette che la proteggerà, anche al costo dei propri ideali, il che fa desistere anche Rin dal proposito di ucciderla. A quel punto Sakura si trasferisce stabilmente a casa Emiya, e la vita ritorna a una relativa normalità. Anche Rider entra a far parte della 'famiglia', e lentamente comincia a formare un legame di fiducia con Shirou. Sakura tuttavia soffre di crisi regolari a causa dei vermi, e la sua sanità mentale inizia a cedere. 

Saber Alter e Berserker si danno battaglia al castello degli Einzbern

Shirou e Rin vanno a cercare aiuto da Illyasviel von Einzbern, ma la trovano impegnata in battaglia contro Zouken e l'Ombra. Dall'Ombra fuoriesce Saber Alter - una versione corrotta di Saber - che sconfigge Berserker e permette all'Ombra di divorarlo. Anche se Archer riesce a mettere in fuga l'Assassin di Zouken, l'Ombra lo ferisce mortalmente e trancia il braccio sinistro di Shirou. Ma prima di morire, Archer si amputa il proprio braccio sinistro e lo trapianta a Shirou, salvandogli la vita. Rider porta i sopravvissuti in salvo. Dopo questi eventi, anche Rin e Illya si trasferiscono a casa di Shirou per pianificare la prossima mossa, avendo entrambe perso i propri Servant. In più, le due aiutano Shirou ad abituarsi al suo nuovo braccio, che deve rimanere costantemente sigillato con un drappo, poiché il suo corpo non è forte a sufficienza per controllare il potere di Archer all'interno di esso. Tuttavia, vedendo l'avvicinarsi tra Rin e Shirou, Sakura diviene gelosa, e chiede al ragazzo se lui la ama romanticamente. Shirou risponde di sì, e lui e Sakura fanno l'amore.
Una notte, una Sakura in trance esce in città e uccide alcuni passanti. Il Servant Gilgamesh la attacca, ma viene divorato dall'Ombra. Sakura ritorna a casa Emiya, e Shirou si rende conto che l'Ombra proviene da lei. A causa delle ferite subite nell'attacco di Gilgamesh, Sakura è costretta a letto, e Illya le dice che è diventata il ricettacolo del Graal, pertanto non le resta molto da vivere. Nello stesso periodo, Illya, che all'insaputa di tutti è la figlia biologica di Kiritsugu Emiya, abbandona definitivamente il rancore che portava verso di lui, dopo che Taiga rivela che Kiritsugu provò a portarla in salvo dalla sua crudele famiglia, e quindi non l'aveva abbandonata. Poco dopo, Shirou viene avvicinato da Zouken, che gli rivela che l'Ombra è un frammento del Graal della precedente Guerra che lui ha impiantato in Sakura, e che l'Ombra non è affatto sua alleata - in effetti riesce a malapena a limitarne i danni. Il vecchio dice a Shirou che il solo modo per fermare l'Ombra è che lui uccida Sakura, perché Shirou è il solo di cui lei si fidi abbastanza da lasciarlo avvicinare. Ma Shirou non ha il coraggio di uccidere la ragazza che ama.
Sentendo di essere diventata un fardello per Shirou, Sakura usa il suo ultimo Incantesimo di Comando per ordinare a Rider di proteggerlo, poi ritorna nella casa dei Matou, inseguita da Shirou. All'arrivo di Sakura, Shinji la aggredisce e cerca di violentarla, accusandola di essere il motivo per cui lui non ha potuto diventare un mago. Davanti alla minaccia che Shirou scopra il suo segreto, il fatto che Shinji l'ha violentata per anni, Sakura cede al panico e uccide il fratello. Non appena la ragazza si rende conto di ciò che ha fatto, l'Ombra emerge e si fonde con lei, corrompendola.

## Produzione

### Sceneggiatura
(Tomonori Sudō a Manganime Association)
Il film è parte del Fate Multimedia Project (anche chiamato semplicemente Type-Moon x Ufotable Project), progetto multimediale prodotto da ufotable iniziato nel 2014 con la serie anime Fate/stay night: Unlimited Blade Works in occasione del decennale dall'uscita della visual novel originale. A causa degli anni di gestazione susseguitisi questo film è stato infine inglobato come parte dei festeggiamenti per il quindicennale del franchise. Date queste premesse il regista Tomonori Sudō ha affermato di essersi sentito sotto pressione viste le grandi responsabilità e le alte aspettative che gli appassionati confidavano nel progetto, prendendo quindi la drastica decisione di omaggiare l'opera originale trasponendo in animazione non la riedizione del 2006 Fate/stay night [Réalta Nua] come tutte le trasposizioni precedenti, ma la prima storica edizione eroge della visual novel uscita nel 2004, mantenendo quindi invariate le scene sessualmente esplicite seguendo fedelmente la trama così com'era stata originariamente concepita. Ciò poteva risultare un azzardo visto che avrebbe potuto far alzare l'indice Eirin (il sistema di classificazione cinematografica giapponese) da R15+ a R18+ e soprattutto causare scalpore e cattiva pubblicità al prodotto vista la presenza di una scena di sesso tra adolescenti. Niente di tutto ciò è accaduto, e anzi tali scelte sono state estremamente apprezzate dalla critica e dal pubblico, tanto che appena conclusa la prima mondiale, la sera dell'11 gennaio 2019 al Shinjuku Ward 9 di Tokyo, la sala gremita è esplosa in una standing ovation lodando il lavoro d'adattamento.
Nel periodo successivo all'uscita della pellicola, lo stesso Tomonori Sudō dichiarò in diverse interviste di aver vissuto il periodo di produzione in un perenne stato di ansia, essendo lui stesso un grande appassionato della visual novel originale, e di aver seriamente rischiato un esaurimento nervoso a causa del troppo stress. Egli si considerava soddisfatto del primo episodio della trilogia, trovandolo un lavoro ben fatto e in grado di comunicare allo spettatore la sensazione di spaesamento e tensione legate al tema principale della pellicola ovvero «una storia in cui la vita quotidiana si sgretola a causa di un conflitto ineluttabile», ma con questo secondo film lo staff doveva superarsi vista l'importanza degli eventi narrati in quel preciso arco temporale. Difatti in quei giorni si entra nel vivo delle vicende della route Heaven's Feel con la guerra che raggiunge il suo apice e i diversi personaggi principali ricevono una caratterizzazione maggiore con un forte dinamismo sia fisico che soprattutto mentale. Queste caratteristiche, unite anche alla lunghezza dell'opera originale, portarono a molteplici revisioni e riscritture della sceneggiatura di partenza, il tutto con l'obbiettivo di riuscire ad includere tutte le scene fondamentali della visual novel cercando di mantenere comunque il più chiaro possibile lo sviluppo della vicenda e l'ordine temporale degli eventi, memori delle critiche ricevute col primo film. A parte queste problematiche iniziali, che provocarono ritardi sulla tabella di marcia, il restante periodo di produzione è continuato spedito senza difficoltà e a pellicola conclusa sia il regista che lo sceneggiatore si dichiararono entrambi soddisfatti del risultato finale. A questo proposito Sudō ha affermato a Entrateniment Station Japan:

### Doppiaggio

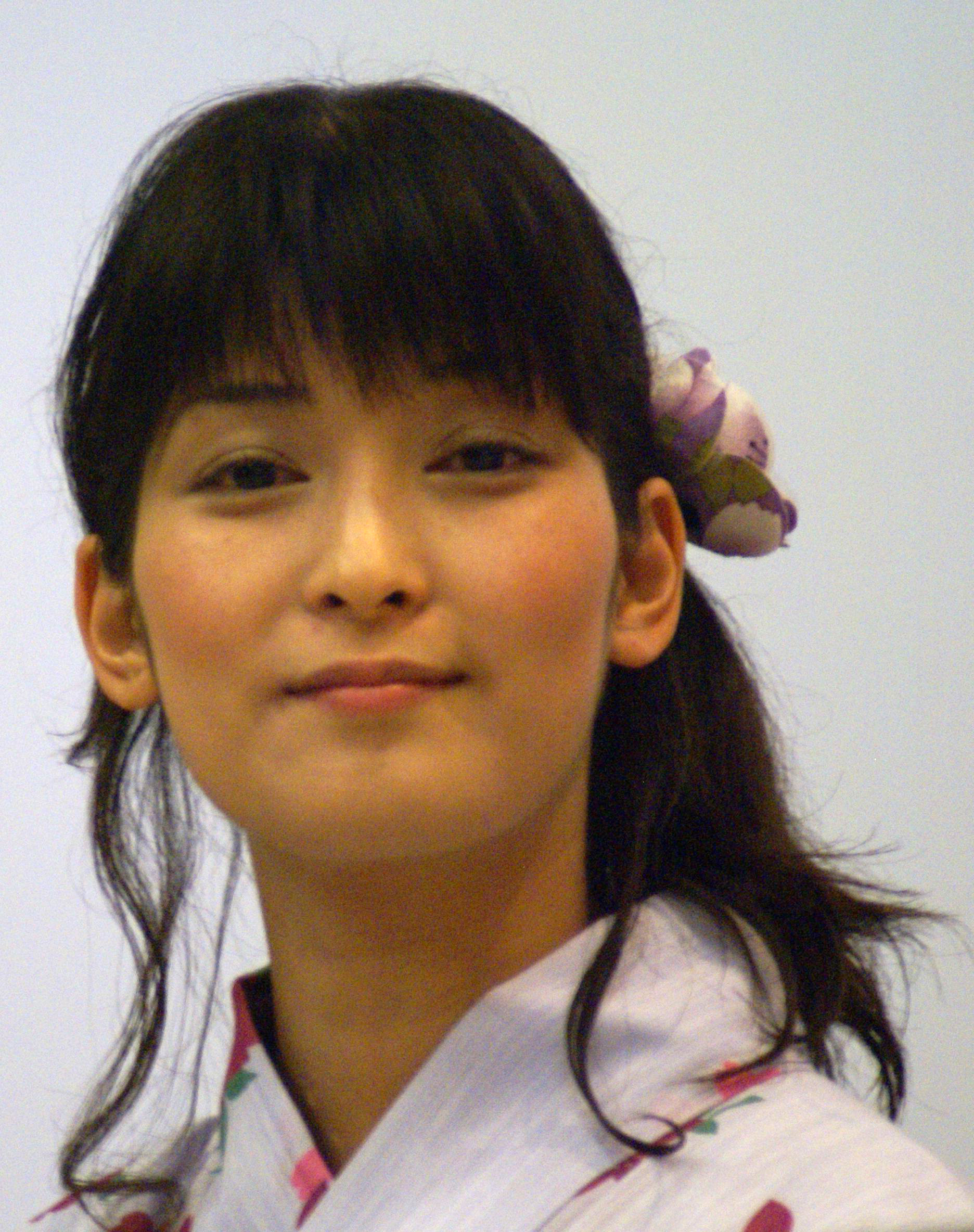
Ayako Kawasumi la doppiatrice di Alter Saber.

Alcuni dei doppiatori hanno affermato di aver messo in pratica un profondo lavoro di preparazione per prepararsi alla parte, ben consci delle scene che avrebbero dovuto interpretare. Noriaki Sugiyama, la voce di Shirō, ha rigiocato più volte la visual novel in modo da entrare ulteriormente in sintonia col suo personaggio riuscendo a leggerne maggiormente le sfaccettature caratteriali, mentre Ayako Kawasumi che dà la voce a Saber Alter, ha espresso una certa difficoltà e pensieri contrastanti nell'interpretare il lato oscuro di uno dei suoi ruoli più famosi, trovandola troppo silente ma sperando comunque di averle portato il giusto rispetto visto anche il grande amore che gli appassionati di tutto il mondo provano verso il personaggio. Lei stessa ha successivamente dichiarato di aver sperimentato un'interpretazione più intima legata all'enfasi sulle piccole caratteristiche come i versi piuttosto che sul semplice timbro vocale, come da lei dichiarato:
Del verso opposto Noriko Shitaya, la doppiatrice di Sakura, che afferma di aver amato il suo ruolo e di essersi preparata psicologicamente nel periodo precedente le registrazioni così da riuscire a esprimere al meglio le emozioni del suo personaggio. La sua interpretazione è risultata estremamente convincente, tanto da essere lodata dalla critica specializzata meritevole, secondo loro, di aver dato vita a una performance attoriale di incredibile intensità emotiva anche nei momenti più pesanti come quelle di estrema disperazione e durante il tentato stupro. La stessa doppiatrice, in un'intervista per il sito Asian Pacific Arts, ha successivamente dichiarato:
Kana Ueda, la doppiatrice di Rin, ha affermato di aver sempre desiderato di poter vedere la route Heaven's Feel trasposta in animazione, essendo la sua preferita, e ha confidato di essersi messa a piangere durante una sessione di doppiaggio a causa della carica emotiva di una determinata scena. Hiroshi Kamiya, il doppiatore di Shinji, è rimasto impressionato dall'evoluzione del proprio personaggio che, con i suoi risvolti più oscuri e perversi, ottiene finalmente il ruolo d'antagonista di primo piano. Sia Miki Itō (Taiga) che Yū Asakawa (Rider) hanno dichiarato che, per quanto interpretino lo stesso ruolo da 12 anni, la saga Fate continua a stupirle in positivo, trovando questo film come una delle opere migliori alla quale abbiano mai partecipato.

### Animazione
La pellicola è considerata, in termini strettamente produttivi, come il culmine dello studio Ufotable e di tutto il franchise Fate per quel che riguarda la qualità delle animazioni e della tecnica utilizzata per esse. L'estetica dell'opera, gestita dal direttore della fotografia Yuichi Terao, si basa sull'unione dell'animazione 2D classica alla CGI accompagnata da oggetti 3D similmente realistici e un appariscente post-processing. Grazie a questa tecnica si possono gestire anche scene d'azione più complesse con inquadrature molto più dinamiche che si traducono in coreografie maggiormente articolate ed enfatizzate, il tutto unito all'uso di sfondi 3D che permettono un più intelligente uso dello spazio e una rappresentazione più efficace del senso della scala. Le restanti scene, che non richiedono questo tipo di trattamento, sono gestite in classica animazione 2D unita a sfondi che, a detta degli autori stessi, puntano al fotorealismo e un elaborato sistema d'illuminazione ambientale, mentre gli effetti, anch'essi disegnati a mano, sono presentati grazie ad una post-produzione meno intrusiva che non li copre completamente.

## Colonna sonora
Come per il film precedente la colonna sonora è opera della famosa compositrice nipponica Yuki Kajiura, già autrice delle musiche di altre trasposizioni animate dell'universo Type-Moon come Kara no kyōkai e Fate/Zero.
Il tema principale della pellicola è il brano "I beg you" composto dalla stessa Kajiura e cantato da Aimer. Subito dopo l'uscita del film nelle sale, lo stesso brano ha scalato le classifiche di Oricon posizionandosi al primo posto con 31 000 copie vendute in una settimana.
Il CD ufficiale della colonna sonora Fate/stay night [Heaven's Feel] II. lost butterfly Original Soundtrack sarà disponibile dal 21 agosto 2019. 
Fate/stay night [Heaven's Feel] II. lost butterfly Original Soundtrack
1. avant-title – 2:19
2. you have to choose your future – 1:47
3. small talk, with my brother – 1:11
4. in the passing train – 0:39
5. hurring to the library – 0:55
6. you shouldn't have come here all alone – 0:53
7. something I can do – 1:05
8. she is her Hero – 0:30
9. what she was hiding – 1:19
10. the butterfly emerge – 3:03
11. she's made up her mind – 1:22
12. he still can't choose his future – 1:38
13. let's go home together – 1:28
14. I will be her Hero – 0:54
15. what he has believed – 2:28
16. there is a crack – 1:39
17. he goes, she goes – 0:47
18. the outbreak of war – 2:33
19. she rules the battlefield – 2:46
20. come on, make your move – 1:24
21. He comes back again and again – 2:34
22. what else, we can do ? – 1:28
23. despair and hope – 3:06
24. petals and butterfly – 3:39
25. in a gentle world – 2:22
26. my stomach is rumbling! – 1:22
27. some sweet candies – 1:32
28. and another dinner – 2:08
29. spreading disaster – 1:10
30. gloomy tension – 1:39
31. bad dream, sad future – 1:08
32. an invitation from the old man – 0:50
33. can you save her ? – 2:45
34. the song we once sang – 2:01
35. a tiny flower in my dream – 1:27
36. I will face my fate – 1:50
37. the lost butterfly – 1:56

Durata totale: 63:37

## Promozione
Il 13 ottobre 2017, un giorno prima dell'uscita nei cinema nipponici di presage flower, è stato annunciato il titolo del secondo lungometraggio, Fate/stay night: Heaven's Feel - II. lost butterfly, con l'uscita precedentemente prefissata per il 2018.
Il 9 maggio 2018, in occasione dell'uscita nipponica della versione home video di presage flower, è stato presentato il primo trailer e la prima immagine promozionale.
Infine, durante il festival dedicato al terzo anniversario dall'apertura dei server del videogioco online Fate/Grand Order, tenutosi il 27 luglio, è stato mostrato un secondo trailer unito all'annuncio ufficiale della data d'uscita: il 12 gennaio 2019. Successivamente il 15 dicembre durante un live stream su Abema TV è stato presentato un terzo trailer aggiuntivo, dando inizio al countdown ufficiale per l'uscita nipponica della pellicola.

## Distribuzione

### Data d'uscita
Le date di uscita internazionali sono:
- 11 gennaio 2019 a Shinjuku, Tokyo (anteprima mondiale), 12 gennaio 2019 in Giappone
- 26 gennaio 2019 in Germania e Austria[28]
- 21 febbraio 2019 in Cina
- 22 febbraio 2019 in Francia[29]
- 23 febbraio 2019 a Los Angeles, California (anteprima nordamericana[30])
- 13 marzo 2019 in Hong Kong
- 14 marzo 2019 negli Stati Uniti
- 14 marzo 2019 in Canada
- 15 marzo 2019 in Messico
- 15 marzo 2019 in Taiwan
- 16 marzo 2019 in Australia e Nuova Zelanda[31]
- 17 marzo 2019 in Cile
- 18 marzo 2019 in Vietnam
- 21 marzo 2019 in Corea del Sud
- 23 marzo 2019 nelle Filippine
- 28 marzo 2019 in Thailandia
- 29 marzo 2019 in Perù, Panama, Colombia, Costa Rica, El Salvador
- 30 marzo 2019 in Argentina
- 4 aprile 2019 a Singapore
- 10 aprile 2019 in Indonesia
- 18 aprile 2019 in Malaysia
- 26 aprile 2019 a Napoli, Campania (anteprima italiana), 18 giugno 2019 in Italia[32]
- 12 luglio 2019 in Cina

### Edizioni home video
In Giappone l'edizione home video di Fate/stay night: Heaven's Feel - II. lost butterly è uscita il 21 agosto 2019 in tripla edizione: DVD, Blu-ray e Blu-ray in edizione limitata. Quest'ultima con all'interno diverso materiale extra, interviste e il CD della colonna sonora.
In Italia verrà resa disponibile un'edizione First Press edita da Dynit, sia in versione DVD che Blu-ray, in uscita il 18 dicembre 2019. L'edizione conterrà un Art Book, la locandina italiana e una cartolina da collezione.

### Edizione italiana
L'annuncio dell'acquisizione e del passaggio cinematografico del secondo film avvenne alla conferenza dell'editore bolognese Dynit durante il Lucca Comics 2018 durante la presentazione dell'ottava stagione Nexo Anime in collaborazione con Nexo Digital. Il film è stato annunciato ai giorni 18 e 19 di giugno 2019.

Il primo trailer doppiato in italiano è stato presentato in anteprima al Cartoomics di Milano il 9 marzo 2019, durante la conferenza dedicata dell'editore Dynit. Sempre in questa occasione il direttore esecutivo dell'azienda Carlo Cavazzoni si è scusato pubblicamente per le date di proiezione del film, affermando che tale scelta è stata necessaria in quanto dovuta alle limitazioni imposte della casa di distribuzione Nexo Digital. Il giorno successivo fu riconfermato il cast di doppiatori che aveva già lavorato al precedente film e alla serie anime Fate/stay night: Unlimited Blade Works. Il trailer ufficiale italiano è stato pubblicato il 16 maggio 2019 in due version da 90" e 30". 

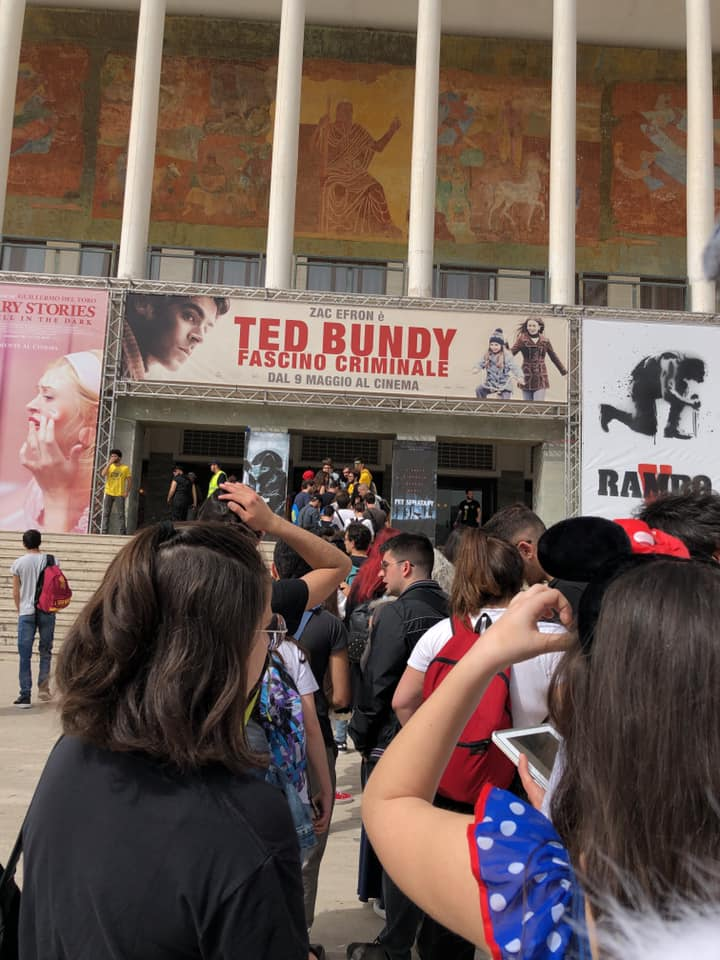
Appassionati in coda per la première italiana del film.

Il film in lingua originale coi sottotitoli italiani è stato presentato in anteprima nazionale il 26 aprile al Teatro Mediterraneo della Mostra d'Oltremare di Napoli in occasione del Napoli Comicon 2019, riportando impressioni entusiaste da parte del pubblico che a pellicola conclusa si è lasciato andare in uno standing ovation.
Il film è disponibile sulla piattaforma streaming Netflix dal 1º gennaio 2020.

## Accoglienza

### Incassi
Appena uscito il film è balzato subito in primo posto al box office nipponico, vendendo 363 080 biglietti, per un ricavo di 602 841 741¥ (all'incirca 5 550 000$ al cambio attuale) nei primi 3 giorni. In totale, nel primo weekend d'apertura la pellicola ha incassato il 18% in più rispetto al precedente I. presage flower. Dopo la prima settimana l'incasso ha raggiunto 1 167 859 496¥ (circa 10 690 000$). Il film è rimasto nella top ten giapponese per 5 settimane consecutive e dopo un mese dall'uscita il numero di biglietti venduti ammontava a più di 1 milione, con un incasso complessivo di 1,5 miliardi di yen, diventando uno dei maggiori successi della stagione cinematografica invernale.
Per quel che riguarda l'estero la pellicola ha fruttato 1,15 milioni di dollari ad Hong Kong, mentre negli Stati Uniti ha debuttato in 52 sale con un incasso di 420 595$.

### Critica
Diversamente dal suo predecessore, il film è stato accolto fin da subito con grande entusiasmo dalla critica specializzata di tutto il mondo, accompagnato da recensioni positive, esaltanti l'atmosfera inquietante e opprimente, la forte componente drammatica e le spettacolari scene d'azione accompagnate dalla grande maestria tecnica dello studio Ufotable, mentre un apprezzamento in particolare è stato fatto per la colonna sonora di Yuki Kajiura. In Giappone si è rivelato un vero e proprio caso cinematografico monopolizzando l'affluenza nei cinema durante la prima settimana di programmazione e ricevendo un plauso universale dalla critica sia di settore sia generalista, elogiando la struggente trama e la forte sensibilità poetica nelle scelte attuate dal regista Tomonori Sudō.
Sulla popolare testata nipponica Filmarks il film detiene un punteggio di 4,2/5, nel sito specializzato CinemaPia.com possiede un indice di gradimento dell'85%. Sull'archivio cinematografico Eiga.com un 4,5/5, mentre Eigaland.com lo promuove quasi all'eccellenza con un voto di 4,8/5.
Anche all'estero il film ha ottenuto larghi consensi di critica e pubblico: su Internet Movie Database (IMDb) segna una media delle recensioni di 7,9/10, mentre su MyAnimeList  vanta una media di 8.69 basato su 10 058 recensioni, il che lo rende il film più quotato dell'anno corrente.
Kim Morrissy di Anime News Network assegna alla pellicola il voto massimo A affermando:
Skyler Allen di The Fandom Post assegna anch'essa il voto massimo definendolo «un film eccellente» concludendo la recensione lodando la struttura e il contenuto:

### Casi mediatici
Durante la quinta settimana di programmazione sono iniziate a circolare su internet diverse strisce di pellicola cinematografica del film, che vendute all'asta hanno raggiunte cifre record. L'offerta più alta è stata di 133 333¥ (circa 1 200$) per soli 5 fotogrammi.

## Sequel
Dopo i titoli di coda è stato proiettato in anteprima il trailer del sequel, e capitolo conclusivo, Fate/stay night: Heaven's Feel - III. spring song, con l'uscita prevista per la primavera 2020. A questo riguardo, il direttore esecutivo di Dynit Carlo Cavazzoni ha confermato durante la conferenza di Lucca Comics & Games 2019 il passaggio cinematografico nelle sale italiane dell'ultimo film.